# CELPE-Bras
CELPE-Bras er en mundtlig (½time) og skriftlig prøve (2½ time) i portugisisk som varetages af Brasiliens uddannelsesministerium. Prøven er den eneste prøve i portugisisk for udlændinge som godtages af den brasilianske regering.
Den kan bl.a. tages i Tyskland, Argentina, Østrig, Schweiz, USA, Japan og selvfølgelig i Brasilien. Man kan på nuværende tidspunkt ikke tage prøven i Danmark. Prøven koster US $40.

## Eksterne kilder og henvisninger
- Estrutura do Exame
- Celpe-Bras (på portugisisk)